# Herb gminy Zakrzewo (powiat złotowski)
Herb gminy Zakrzewo – jeden z symboli gminy Zakrzewo, ustanowiony 9 grudnia 1994.

## Wygląd i symbolika
Herb przedstawia na tarczy dzielona w słup. W polu (heraldycznie) prawym srebrnym, postać Matki Boskiej Radosnej z Dzieciątkiem Jezus na ręce, zwróconą twarzą w lewo, ze złotymi nimbami. W polu lewym czerwonym srebrne rodło.
Wizerunek MB Radosnej pochodzi od malowidła umieszczonego w kaplicy Matki Boskiej Radosnej w Zakrzewie. Znak rodła jest symbolem Związek Polaków w Niemczech, umieszczonym także w herbie powiatu złotowskiego i gminy Złotów. Podobnie za patronkę Polaków spod znaków rodła uznaje się Matkę Boską Radosną.

## Historia
Herb wsi Zakrzewo został przyjęty w 1994 roku. Rada Gminy Zakrzewo przyjęła autorską pracę Katarzyny Bindek, która została laureatką konkursu na herb. W pracy Matka Boska została przedstawiona w różowej sukni, ponieważ tak został namalowany obraz, umieszczony w kaplicy Matki Boskiej Radosnej w Zakrzewie. W 2003 roku Rada Gminy Zakrzewo przyjęła za herb gminy, herb wsi Zakrzewo. 
W kwietniu 2008 roku Komisja Heraldyczna przy MSWiA negatywnie zaopiniowała herb gminy, jednak zaznaczyła w swojej opinii, że "zmiana barwy sukni z różowej na błękitną może być jednym z zabiegów prowadzących do nadana herbowi poprawniejszego kształtu". Decyzja miała związek z użyciem barwy różowej, która nie występuje w tynkaturze herbów i nie stosuje się jej w heraldyce.
Z posiadanych przez urząd gminy materiałów przedstawiających Matkę Boską Radosną autorstwa Janiny Kłopockiej wynikało, że oryginał malowidła przedstawiał postać Matki Boskiej w błękitnej sukni.We wrześniu 2008 roku została zmieniona barwa szaty w herbie z różowej na błękitną.